# Jan Cyž
Jan Cyž (wym. [ˈjan ˈt͡sɨʃ]; niem. Johann Ziesche; ur. 13 stycznia 1898 w Žuricy  – zm. 21 września 1985 w Budziszynie) – łużycki działacz, prawnik, pisarz i wydawca, starosta (landrat) powiatu budziszyńskiego. 
Szkołę średnią oraz studia ukończył w Pradze. W latach 1926–1932 pracował w filii Łużyckiego Banku Ludowego w Chociebużu. Ze względu na aktywny udział w łużyckim ruchu narodowym w 1933 r. został na krótko uwięziony. W latach 1934–1937 wydawał dziennik Serbske Nowiny, zapewniając pismu środki materialne aż do zamknięcia działalności Domowiny w 1937 r. W czasie II wojny światowej kilkakrotnie więziony. W lutym 1945 r. podczas bombardowania Drezna uciekł z więzienia. W maju 1945 r. jako pierwszy Łużyczanin objął funkcję starosty powiatu budziszyńskiego. Od 1955 r. działał jak wydawca łużyckiego pisma Nowa doba.